# Ritratto di Lutero e di Melantone
Il Ritratto di Lutero e di Melantone è un doppio dipinto a olio su tavola (21x16 cm ciascuno) di Lucas Cranach il Vecchio e bottega, siglato e datato 1543, e conservato nella Galleria degli Uffizi a Firenze.

## Storia
Cranach ebbe più occasioni di ritrarre Lutero, già dal 1526. Fu a lui molto vicino, arrivando a intessere una lunga amicizia: per Lutero l'artista fu testimone di nozze e padrino di uno dei figli.
Il dittico è citato dal 1748 a Firenze, già con attribuzione Cranach, temporaneamente assegnata a Dürer  nel 1773, ipotesi tramontata dopo che si è appurato inequivocabilmente la familiarità dei due ritratti e la presenza del marchio di Cranach (un serpentello alato) nella tavola di Melantone. Il simbolo comunque veniva apposto alle opere che uscivano dalla bottega del maestro, non necessariamente autografe in pieno, anzi piccoli ritratti di questo tipo, destinati alla divulgazione delle effigi dei protagonisti della Riforma, erano spesso assegnate ad aiuti di bottega.

## Descrizione e stile
Lutero e Melantone sono ritratti a mezza figura, seduti, rivolti di tre quarti l'uno verso l'altro. Indossano analoghe vesti nere, ampie, e cappelli dello stesso colore con falde. I ritratti mostrano un'attenzione meticolosa alla fisionomia, testimoniata dai segni dell'invecchiamento rappresentati con cura, a un approccio lineare fluido, dato dalla linea di contorno che viene enfatizzata dal contrasto semplice e puro tra il nero delle vesti e l'azzurro uniforme dello sfondo.